# По морю на кораблях (фильм)
«По морю на кораблях» (англ. Down to the Sea in Ships) — немой чёрно-белый фильм 1922 года, в котором зрители впервые увидели знаменитую актрису 20-х годов Клару Боу.

## Сюжет
У благочестивого квакера Уильяма Моргана, владельца флотилии китобойных судов, есть красавица-дочь Пейшенс и строптивая внучка Дот, которая обещает превратиться из сорванца-подростка в женственную девушку. Против Моргана плетут интригу некие Финнер и Сиггс. Они хотят угнать корабль Моргана, чтобы перевозить на нём африканское золото, и кроме того похитить его дочь. Финнер наряжает Сиггса квакером и устраивает его на работу к Моргану. Быстро продвигаясь по службе, тот завоевывает доверие хозяина, получает доступ к его дочери и делает Пейшенс предложение.

Начальный титр фильма

Тем временем в город возвращается после колледжа друг детства девушки — Томас Аллан Декстер. Несмотря на долгую разлуку, они быстро сближаются и влюбляются друг в друга. Зная, что отец разрешит дочери обручиться только с квакером-китобоем, Декстер нанимается матросом на судно к Моргану.
Финнер устраивает так, чтобы юноша попал именно на тот корабль, на котором собирается отплыть сам и которое, как он полагает, больше не вернется в порт. Когда судно выходит в море, оказывается, что на борт, переодевшись в мужскую одежду, тайком пробралась Дот Морган. Она пошла на побег, чтобы быть рядом со своим увлечением, молодым юнгой Джимми. Одновременное исчезновение Дот и Декстера становится в городе поводом для сплетен — горожане уверены, что они якобы бежали вместе.
Декстеру не остается ничего другого, кроме как подчиниться обстоятельствам. Дот преследует Джимми и когда тому не удается спрятаться от неё, он с трудом выносит её ухаживания. В один прекрасный день Финнер, оглушив капитана, выбрасывает его за борт, захватывает власть на корабле и направляет его к берегам Африки. В команде происходит раскол — одних при мысли о золоте охватывает жажда наживы, другие хотят вернуться домой. Воспользовавшись настроениями второй половины, Декстер поднимает мятеж и поворачивает судно обратно.
Между тем Морган настаивает на браке Пейшенс с Сиггсом. Девушке ненавистна сама мысть об этом браке, но, пожалев стареющего отца, она уступает его уговорам. В день бракосочетания Пейшенс корабль Декстера попадает в шторм. Тогда же он узнает о коварном заговоре Финнера. Когда судно оказывается вблизи суши, Финнер прыгает за борт и плывет к берегу. Декстер торопится скорее причалить, чтобы предотвратить свадьбу любимой, но на его пути встает Финнер. Тем не менее, обстоятельства складываются не в его пользу, и Декстеру удается добраться до Пейшенс прежде, чем случится непоправимое и она станет женой другого.

## Интересные факты
- Вопреки распространенному мнению, эта картина не была кинодебютом Клары Боу — в 1921 году она снялась в фильме «Дальше радуги». Однако именно здесь её впервые увидели зрители, так как при монтаже первого фильма сцены с участием Боу были вырезаны.

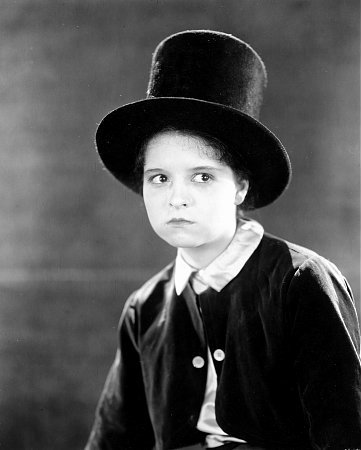
Клара Боу в роли Дот Морган

## В ролях
| Актёр           | Роль                |
| --------------- | ------------------- |
| Уильям Уолкотт  | Уильям Морган       |
| Маргарита Курто | Пейшенс Морган      |
| Клара Боу       | Дот Морган          |
| Раймонд Макки   | Томас Аллан Декстер |
| Джек Бастон     | Сэмюэль Сиггс       |
| Пат Хартиган    | Джейк Финнер        |